# Personalismo (política)
El personalismo en política es la adhesión de un movimiento o partido a una persona y a sus ideas más que a una ideología en particular, es decir, que la ideología que el partido (o movimiento) dice defender presenta una menor importancia que la figura del propio líder en sí. 
También se puede entender el término personalismo como una forma de liderazgo donde se subordina el interés de un partido a las aspiraciones personales de alguno de sus líderes.
En un grado extremo, el personalismo puede llevar al culto a la personalidad.